# Tarka (Niger)
Tarka est une commune rurale et Belbédji une localité du Niger, département de Belbédji, région de Zinder.

## Géographie
La localité de Belbédji est située à 135 km à l'ouest de Tanout, région de Zinder.
| Gadabédji | Aderbissinat           | Tenhya  |
| Tagriss   | Tarka                  | Tanout  |
| Tagriss   | El Allassane Maïreyrey | Gangara |

## Histoire
La commune rurale de Tarka instaurée en 2002, est issue du canton de Tarka fondé en 1943.

## Population
Lors du recensement général de 2012, la population communale est relevée à 96 452 habitants, dont 6 310 habitants pour la localité chef-lieu communal, Belbédji.

## Localités
La commune s'étend sur 230 villages, 155 hameaux, 13 camps et 9 points d'eau sur la totalité du département de Belbédji.

## Services et infrastructures
- Centre de Santé Intégré (CSI) à Belbédji , Amazazagan I, Batté Araban, Chanyéta, Eghadé, Gandou Goriba, Guidan Ango et Intabanaout[5].
- Collège d'enseignement général (CEG) à Belbédji,
- Collège d'enseignement technique (CET) à Belbédji,
- Centre de formation des métiers (CFM) à Belbédji.